# رقاقس أملد
رقاقس أملد (الاسم العلمي: Androsace sarmentosa) هو نوع من النباتات يتبع جنس الرقاقس من فصيلة الربيعية.